# 39571 Pückler
39571 Pückler è un asteroide della fascia principale. Scoperto nel 1992, presenta un'orbita caratterizzata da un semiasse maggiore pari a 2,3599019 UA e da un'eccentricità di 0,1485699, inclinata di 5,80372° rispetto all'eclittica.